# Elijahu Kitov
Rabi Avraham Elijahu Mokotow (22. března 1912 – 7. února 1976), více známý jako Elijahu Kitov, také Ki Tov (hebrejsky אליהו כי טוב‎) (doslova „Neboť je (Hospodin) dobrý“), byl rabín, vychovatel a spisovatel.

## Biografie
Narodil se ve Varšavě jako Abraham Elijahu Mokotow. Dětství strávil v městečku Opole Lubelskie, kde se učil v chederu a bejt midraši. Učil ho také jeho otec, rabi Michael, který byl chasidem a měl velký vliv na formování jeho osobnosti.
Ve věku 17 let přesídlil do Varšavy, kde studoval v bejt midraši, živil se manuální prací a publikoval v Agudat Jisra'el. Pracoval jako vychovatel a dával hodiny Talmudu, Tanachu a židovství. V této době pracoval také jako dobrovolník ve světských židovských školách pro opuštěné děti, až do svého vystěhování do mandátní Palestiny roku 1936.
Po své imigraci pracoval ve stavebnictví. Jako charedi (ultraortodoxní) Žid byl velice nespokojený s hroznými podmínkami charedi dělníků, jak je sám zakusil. Proto pomáhal založit dělnickou unii Agudat Jisra'el (Po'alej Agudat Jisra'el).
Roku 1941 založil školu pro charedi děti, na které byl pak osm let ředitelem. V roce 1954 zanechal své veřejné práce a celý svůj čas zasvětil psaní.

## Z díla
KITOV, Elijahu. The Book of our Heritage: The Yewish Year and its Days of Significance. Redakce Landesman, Dovid; překlad Bulman, Nachman. New York: [s.n.], 1999. 3 svazky (1050 s.). ISBN 0-87306-768-1.